# نيكولاي روكافيشنيكوف
نيكولاي نيكولايفيتش روكافيشنيكوف (بالروسية:Никола́й Никола́евич Рукави́шников ؛ 18 سبتمبر 1932 - 19 أكتوبر 2002) رائد فضاء سوفيتي الذي حلق في ثلاث بعثات فضائية لبرنامج سايوز: سايوز 10 ، سايوز 16 ، سايوز 33. اثنتان من هذه المهمات ، سايوز 10 و سايوز 33. كان المقصود من اويوز 33 الالتحام بمحطات ساليوت الفضائية ، لكنه فشل في ذلك.
أيضا هو مرتين بطل الاتحاد السوفيتي. أصبح نيكولاي روكافيشنيكوف ، وهو مهندس فيزيائي بالتدريب ، أول قائد سفينة فضاء مدنية. أيضًا ، ولأول مرة في تاريخ رواد الفضاء ، هبط يدويًا في وضع الطوارئ - في أبريل 1979 عندما حلّق على متن مركبة فضائية سايوز -33.